# Hoplobatrachus litoralis
Hoplobatrachus litoralis é uma espécie de anfíbio anuro da família Dicroglossidae. Está presente no Bangladesh. A UICN classificou-a como pouco preocupante.